# Loena 2
Loena 2 (Russisch: Луна-2) was een Russische onbemande maanvlucht uit 1959. Met deze geslaagde vlucht scoorden de Russen een grote primeur: voor het eerst landde een door mensen vervaardigd voorwerp op de maan. Deze verkenner was bijna identiek aan Loena 1, maar iets zwaarder. Het toestel onderzocht de maanbodem niet, maar maakte slechts een harde landing. Desalniettemin gold de missie als eclatant succes: ze bewees dat de mensheid vanaf nu technisch in staat was om het maanoppervlak te bereiken.

## Opbouw en wetenschappelijke instrumenten
Deze maansonde had dezelfde opbouw als zijn voorganger: een bol met een diameter van 90 cm, opgebouwd uit een legering van aluminium en magnesium met uitklapbare antennes en het wapen van de Sovjet-Unie. Het toestel beschikte over een radiobaken en zendapparatuur; batterijen zorgden voor energie aangezien Loena 2 niet was uitgerust met zonnecellen. Naast een detector voor micrometeorieten en een magnetometer (de middelste mast) bevonden zich een geigerteller en een scintillatiemeter aan boord. De laatste trap van de draagraket droeg nog een ander experiment: een container natriumgas, bedoeld om Loena 2 tijdens diens vlucht beter te kunnen volgen. Het uitgestoten gas gloeide op door zonnestraling volgens hetzelfde principe als dat van een gasontladingslamp. Ontbranding werd bewerkstelligd door een thermiet-natriummengsel.

## Verloop van de vlucht

### Lancering
De Loena 2 werd gelanceerd op 12 september 1959 met een SS-6 Sapwood-draagraket vanaf Tjoeratam op Bajkonoer. Het lanceervenster was tijdgebonden door de rotatie van de Aarde. Loena 2 steeg op vanaf de op dat moment van de maan afgekeerde zijde. De vlucht zou ± 36 uur in beslag nemen. Op dat moment stond de maan in de Sovjet-Unie boven de horizon (een vlucht van 12 uur of 60 uur was theoretisch dus ook mogelijk). Op een hoogte van 113.000 km ontbrandde het natriumgas, zette uit met een snelheid van bijna 1 km/sec en veroorzaakte een oranje gloed door inwerking van zonnestralen. De maximale lichtsterkte was gelijkwaardig aan een ster van de vierde of vijfde magnitude. De maximale diameter van de gaswolk bedroeg 650 km, doch bij 400 km werd het lichtschijnsel te zwak om goed te kunnen observeren. Deze kunstmatige komeet vloog voor een waarnemer op de grond door het sterrenbeeld Waterman.

### Landing op de maan
Op 13 september om 21:02 uur UTC, zo'n 33½ uur na lancering, viel alle radiocontact met Loena 2 weg: het eerste door de mensheid gebouwde ruimtevaartuig dat de maan bereikte maakte een harde landing en sloeg tegen de maan te pletter. De Russische verkenner kwam met een snelheid van 3 km/sec neer op 29,1° N en 0° W, 800 km ten noorden van de maan-evenaar in Palus Putredinis in de buurt van Mare Imbrium, tussen de kraters Autolycus en Archimedes. Door de harde landing kon het toestel geen onderzoek van de maanbodem verrichten. Diens missiedoel was echter bereikt: Loena 2 effende het pad voor alle maanvluchten die in de jaren erna zouden volgen.
Verder verrichtte Loena 2 tijdens zijn vlucht diverse metingen en bevestigde onder andere dat de maan geen stralingsgordel of magnetisch veld heeft.
De laatste trap van de draagraket stortte om 21:32 uur UTC, een halfuur na Loena 2, eveneens op de maan neer.